# 芝崎典子
芝崎典子（日语：／ Shibasaki Noriko，1991年9月14日—）是東京都出身的日本女性聲優，身高151公分，隸屬尾木PRO THE NEXT。

## 人物
女子美術大學、AMUSEMENT MEDIA綜合學院東京校出身。初次演出的作品為2018年播放的電視動畫《惡偶 -天才人形-》。

## 演出作品
粗體字為主要角色。

### 電視動畫
2013年
- 義風堂堂！！兼續和慶次（遊女）
- IS〈Infinite Stratos〉2（菲）

2014年
- 蟲師 續章（的友人）
- 斬！赤紅之瞳（女性）
- 怪盜Joker（播報員）

2015年
- 見習神仙 秘密的心靈（大槻綾香、卷卷、島村夏、莉乃）

2016年
- DAYS（柄本盡（幼少期））

2017年
- 怪怪守護神（近石千里[5]）

2018年
- 小木乃伊到我家（女学生）
- 付喪神出租中（花魁、花、鎮上姑娘）

2019年
- 八月的棒球甜心（美崎鬥士的少年、塚原雫、向月高校社員）

2020年
- 魔術士歐菲 流浪之旅（帕特）
- 繼怪怪守護神（近石千里）

2022年
- 平凡職業造就世界最強 2nd season（莉莉安娜·S·B·海利希）
- 歡迎來到實力至上主義的教室 2nd Season（女服務生）

2024年
- 魔女與野獸（マリー[6]）
- 偶像大師 閃耀色彩（桑山千雪[7]）
- 平凡職業造就世界最強 season 3（莉莉安娜·S·B·海利希[8]）
- 偶像大師 閃耀色彩 2nd season（桑山千雪[9]）

### OVA
2014年
- 新網球王子 OVA vs Genius10（柳蓮二（幼少期））

### 網路動畫
2016年
- 寶可夢世代（火箭隊隊員、風露、喵茸）

### 遊戲
2014年
- 戰場的圓舞曲（日语：戦場の円舞曲）（馬克）

2015年
- 我家公主最可愛（獻身姬 佛羅倫斯·希亞[10]）
- 鎖鏈戰記～絆之新大陸～（巨大書庫之主 芙莉達[11]）
- 萬千回憶（破魔人造人莉莉、振袖機皇女莉莉、蠻族提迪）

2016年
- 偶像連結 -AsteriskLive-（高花光[12]）
- 卡巴拉島～我想成為召喚士～（莉可莉絲、湯瑪士）
- 被薔薇掩蓋的真實（日语：薔薇に隠されしヴェリテ）（伊莉莎白公主[13]）

2017年
- 八月的棒球甜心（塚原雫[14]）

2018年
- 偶像大師 閃耀色彩（桑山千雪）

2020年
- 閃耀幻想曲（篠華真由）

2021年
- Crash Fever（虞姬）

2023年
- 碧藍航線（窩瓦）

### 廣播劇CD
- IS〈Infinite Stratos〉原創廣播劇系列 Vol.7 feat.更識楯無（2014年，女學生）
- 芝崎典子與丸岡和佳奈的Choku廣播！（2020年－，Chokume！）

### 廣播節目
- 偶像大師 閃耀色彩 振翅電台（2018年－，Asobi Store）每周輪替主持

### 外語配音
- 凹凸世界（凱莉）

### 其他
- LINE貼圖「偶像大師 閃耀色彩」（2019年，桑山千雪）

## 音樂作品

### 角色歌
| 發售日   | 商品名稱                                                                   | 演唱名義 | 歌曲                                             | 備註                                    |
| 2016年   | 2016年                                                                     | 2016年 | 2016年                                           | 2016年                                  |
| -------- | -------------------------------------------------------------------------- | --- | ------------------------------------------------ | --------------------------------------- |
| 8月12日  | 偶像連結 -Solo Disc-「Feelings of girl」                                   | 高花光（芝崎典子） | 「spica heart」                                  | 遊戲《偶像連結 -AsteriskLive-》相關歌曲 |
| 8月12日  | 偶像連結 -Unit Disc-「」                                                   | GARNET PARTY | 「STAGE」 「RED SWEETIE」                        | 遊戲《偶像連結 -AsteriskLive-》相關歌曲 |
| 2017年   |                                                                            | |                                                  |                                         |
| 2月28日  | 偶像連結 -Memorial Disc-「」                                               | 高花光（芝崎典子） | 「」                                             | 遊戲《偶像連結 -AsteriskLive-》相關歌曲 |
| 6月21日  | 怪怪守護神 角色歌迷你專輯                                                  | 近石千里（芝崎典子） | 「」                                             | 電視動畫《怪怪守護神》相關歌曲          |
| 8月18日  | IDOL CONNECT asterisk live! Star*Trine                                     | 春宮空子（森千早都）、瀨月唯（相坂優歌）、羽田千乃（本渡楓）、火之前留奈（大久保瑠美）、高花光（芝崎典子）、古風楓（大森日雅）、柚木美優（木村千咲）、泉水司（橋本千波）、坂上八葉（日高里菜） | 「Star*Trine」                                   | 遊戲《偶像連結 -AsteriskLive-》相關歌曲 |
| 2018年   |                                                                            | |                                                  |                                         |
| 6月6日   | THE IDOLM@STER SHINY COLORS BRILLI@NT WING 01 Spread the Wings!!           | 閃耀色彩 | 「Spread the Wings!!」 「Multicolored Sky」      | 遊戲《偶像大師 閃耀色彩》主題曲         |
| 10月3日  | THE IDOLM@STER SHINY COLORS BRILLI@NT WING 05 アルストロメリア             | Alstroemeria | 「」 「ハピリリ」 「Spread the Wings!!」         | 遊戲《偶像大師 閃耀色彩》相關歌曲       |
| 12月19日 | THE IDOLM@STER SHINY COLORS SE@SONAL WINTER                                | 閃耀色彩 | 「SNOW FLAKES MEMORIES」 「Let's get a chance」  | 遊戲《偶像大師 閃耀色彩》相關歌曲       |
| 2019年   |                                                                            | |                                                  |                                         |
| 3月9日   | THE IDOLM@STER SHINY COLORS SOLO COLLECTION -1stLIVE FLY TO THE SHINY SKY- | 桑山千雪（芝崎典子） | 「」                                             | 遊戲《偶像大師 閃耀色彩》相關歌曲       |
| 4月10日  | THE IDOLM@STER SHINY COLORS FR@GMENT WING 01                               | 閃耀色彩 | 「Ambitious Eve」 「 Shiny Days」                | 遊戲《偶像大師 閃耀色彩》相關歌曲       |
| 8月18日  | THE IDOLM@STER SHINY COLORS SOLO COLLECTION -SUMMER PARTY 2019-            | 桑山千雪（芝崎典子） | 「」                                             | 遊戲《偶像大師 閃耀色彩》相關歌曲       |
| 8月21日  | THE IDOLM@STER SHINY COLORS FR@GMENT WING 05                               | Alstroemeria | 「Bloomy!」 「Love Addiction」 「Ambitious Eve」 | 遊戲《偶像大師 閃耀色彩》相關歌曲       |
| 12月18日 | THE IDOLM@STER SHINY COLORS FUTURITY SMILE                                 | 閃耀色彩 | 「FUTURITY SMILE」 「Spread the Wings!!」        | 遊戲《偶像大師 閃耀色彩》相關歌曲       |
| 2020年   |                                                                            | |                                                  |                                         |
| 2月12日  | THE IDOLM@STER SHINY COLORS SWEET♡STEP                                     | 閃耀色彩 | 「SWEET♡STEP」 「Multicolored Sky」              | 遊戲《偶像大師 閃耀色彩》相關歌曲       |
| 3月21日  | THE IDOLM@STER SHINY COLORS SOLO COLLECTION -SPRING PARTY 2020-            | 桑山千雪（芝崎典子） | 「Bloomy!」                                      | 遊戲《偶像大師 閃耀色彩》相關歌曲       |
| 4月8日   | THE IDOLM@STER SHINY COLORS GR@DATE WING 01                                | 閃耀色彩 | 「」 「Dye the sky.」                            | 遊戲《偶像大師 閃耀色彩》相關歌曲       |

### 组合成员
1. 1 2  櫻木真乃（關根瞳）、風野燈織（近藤玲奈）、八宮繚（峯田茉優）、月岡戀鐘（礒部花凜）、田中摩美美（菅沼千紗）、白瀨咲耶（八卷安奈）、三峰結華（成海瑠奈）、幽谷霧子（結名美月）、小宮果穗（河野日和）、園田智代子（白石晴香）、西城樹里（永井真里子）、杜野凜世（丸岡和佳奈）、有栖川夏葉（涼本秋穗）、大崎甘奈（黑木穗乃香）、大崎甜花（前川涼子）、桑山千雪（芝崎典子）
2. 1 2  大崎甘奈（黑木穗乃香）、大崎甜花（前川涼子）、桑山千雪（芝崎典子）
3. 1 2 3  櫻木真乃（關根瞳）、風野燈織（近藤玲奈）、八宮繚（峯田茉優）、月岡戀鐘（礒部花凜）、田中摩美美（菅沼千紗）、白瀨咲耶（八卷安奈）、三峰結華（成海瑠奈）、幽谷霧子（結名美月）、小宮果穗（河野日和）、園田智代子（白石晴香）、西城樹里（永井真里子）、杜野凜世（丸岡和佳奈）、有栖川夏葉（涼本秋穗）、大崎甘奈（黑木穗乃香）、大崎甜花（前川涼子）、桑山千雪（芝崎典子）、芹澤朝日（田中有紀）、黛冬優子（幸村惠理）、和泉愛依（北原沙彌香）
4. ↑  櫻木真乃（關根瞳）、風野燈織（近藤玲奈）、八宮繚（峯田茉優）、月岡戀鐘（礒部花凜）、田中摩美美（菅沼千紗）、白瀨咲耶（八卷安奈）、三峰結華（成海瑠奈）、幽谷霧子（結名美月）、小宮果穗（河野日和）、園田智代子（白石晴香）、西城樹里（永井真里子）、杜野凜世（丸岡和佳奈）、有栖川夏葉（涼本秋穗）、大崎甘奈（黑木穗乃香）、大崎甜花（前川涼子）、桑山千雪（芝崎典子）、芹澤朝日（田中有紀）、黛冬優子（幸村惠理）、和泉愛依（北原沙彌香）、淺倉透（和久井優）、樋口圓香（土屋李央）、福丸小糸（田嶌紗蘭）、市川雛菜（岡咲美保）

## 外部連結
- 事務所官方簡介 （页面存档备份，存于）（日語）
- 芝崎典子的X（前Twitter）（日語）